# Edwin Rosner
Edwin Rosner (* 21. September 1910 in Wien; † 26. Juni 2011 in St. Gilgen) war ein österreichischer Arzt.

## Leben
Rosner wurde 1935 oder 1939 in Medizin an der Universität Wien promoviert. Während des Zweiten Weltkrieges war Rosner „in verschiedenen Kriegsschauplätzen als Oberstabsarzt im Einsatz“. Danach übernahm er „im November 1945 Praxisvertretungen in Bischofshofen und ließ sich anschließend am 11. September 1946 in Rauris nieder“. Dort im Salburger Land wurde er Sprengelarzt und gründete 1969 eine Hausapotheke. 1971 erhielt er den Titel Medizinalrat; später wurde er „Ehrenbürger der Marktgemeinde Rauris“. Rosner verfasste zahlreiche wissenschaftliche Arbeiten über Medizingeschichte.

## Schriften
- Die Lahmheit des Hephaistos. In: Forschungen und Fortschritte. 1953.
- Ulrich Ellenbog und die Anfänge der Gewerbehygiene. In: Sudhoffs Archiv. Band 38, 1954, S. 104–110.
- Rudolf Virchow, 1821–1902. 1964.
- Die Bedeutung Hermann Conrings in der Geschichte der Medizin. In: Medizinhistorisches Journal. Band 4, 1969, S. 287–304.
- Terminologische Hinweise auf die Herkunft der frühen griechischen Medizin. Medizingeschichte in unserer Zeit. Enke, Stuttgart 1971.
- Weilte Paracelsus dreimal in Salzburg? Verband der wissenschaftlichen Geschichte Österreichs, 1975.
- Hohenheims Weg von St. Gallen nach Augsburg (1531–1536). Verband der Wissenschaftlichen Gesellschaft Österreichs, Wien 1977, ISBN 978-3853693544.
- Die Diagnose in der Allgemeinpraxis. Ein Beitrag zur medizinischen Gegenwartsgeschichte. In: Christa Habrich, Frank Marguth, Jörn Henning Wolf (Hrsg.) unter Mitarbeit von Renate Wittern: Medizinische Diagnostik in Geschichte und Gegenwart. Festschrift für Heinz Goerke zum sechzigsten Geburtstag. München 1978 (= Neue Münchner Beiträge zur Geschichte der Medizin und Naturwissenschaften: Medizinhistorische Reihe. Band 7/8), ISBN 3-87239-046-5, S. 435–458.
- Hohenheims Bergsuchtmonographie. In: Medizinhistorisches Journal. 1981.
- Der aktuelle Ruf nach einer alternativen Wissenschaft. In: Salzburger Beiträge zur Paracelsusforschung. Folge 22, Wien 1982, S. 177–192.
- Hermann Conring als Arzt und als Gegner Hohenheims. In: Michael Stolleis: Hermann Conring. Herzog August Bibliothek, 1983, S. 87–120.
- Die Schrift des Paracelsus über die Erkrankungen im Bergbau und ihre Bedeutung in der Geschichte der Medizin. 1994.
- Hohenheims Weg in den Jahren 1532–1534. Eine Hypothesenüberprüfung. In: Salzburger Beiträge zur Paracelsusforschung. 28, 1995, S. 63–68.
- Schriften des Paracelsus. In: Kurt Goldammer, Peter F. Kramml: Paracelsus (1493–1541). Pustet, 1993.